# Plapigella multispinosa
Plapigella multispinosa är en insektsart som beskrevs av Nielson 1979. Plapigella multispinosa ingår i släktet Plapigella och familjen dvärgstritar. Inga underarter finns listade i Catalogue of Life.